# La Bardera
La Bardera és una obra de Subirats (Alt Penedès) inclosa a l'Inventari del Patrimoni Arquitectònic de Catalunya, declarada Bé Cultural d’Interès Local (BCIL).

## Descripció
La masia de Can Bardera està situada prop del nucli de Can Rossell. És un edifici de planta rectangular format per planta baixa, pis i golfes, amb una coberta a dues aigües. La planta baixa presenta porta d'accés d'arc escarser i el pis principal tres balcons amb obertura rectangular. La façana té un rellotge de sol amb la data de 1888. La construcció principal té annex un cos lateral amb arcades de mig punt de maó, tapiades, i amb obertures distribuïdes irregularment. El recinte es tanca amb baluard de portal d'arc rebaixat.

## Història
La data de 1710 que apareix inscrita a la llinda d'una de les finestres de la masia permet situar-ne la construcció a l'inici del segle xviii. Com s'esdevé en aquest tipus d'arquitectura adaptada a funcions agrícoles, La Bardera ha experimentat modificacions i ampliacions diverses. A un d'aquests moments correspondria la inclusió del rellotge de sol el 1888